# Serebro
Serebro (Серебро, «plata», en ruso) es un trío musical femenino pop ruso de Moscú. Participaron en el Festival de Eurovision 2007 con la canción "Song #1", quedando en tercer lugar. Este grupo saltó a la fama con la canción "Mama Lover", cuyo video se viralizó en YouTube. A lo largo de su trayectoria han tenido múltiples éxitos musicales, tales como "Skazhi ne Molchi", "Gun", "Malo Tebya", "Mi Mi Mi" y "Ugar", entre muchos otros, considerándose una de las agrupaciones rusas más importantes y exitosas en la historia de este país.
El grupo fue formado por el productor Maxim Fadeev.

## Integrantes
- Elena Témnikova era la vocalista principal de este grupo hasta su salida, nacida el 18 de abril de 1985 en Kurgán. [2007 - 2014]
- Olga Seryabkina, vocalista principal hasta el año 2019. Nacida el 12 de abril de 1985 en Moscú. [2007 - 2019]
- Marina Lizorkina, era la tercera vocalista. Nacida el 9 de enero de 1983 en Moscú. [2007 - 2009]
- Anastasia Karpova, sustituyó a Lizorkina en la banda, apareció tiempo después, en una presentación en el 2014. Nacida el 2 de noviembre de 1984 en Balakovo. [2009 - 2013; temporalmente en el 2014]
- Daria Shashina, sustituyó a Karpova en la banda nacida el 1 de septiembre de 1990 en Nizhny Novgorod. [2013 - 2016]
- Polina Favorskaya, sustituyó a Temnikova en la banda el día 5 de junio, nacida el 21 de noviembre de 1991. [2014 - 2017]
- Katya Kischuk, sustituyó a Daria Shashina en la banda el día 19 de abril. [2016 - 2019]
- Tanya Morgunova, sustituyó a Polina Favorskaya en la banda. [2018 - 2019]
- Irina Titova, Fue integrada en 2019 tras la nueva encarnación del grupo. [2019 - 2020]
- Elizaveta Kornilova, Fue integrada en 2019 tras la nueva encarnación del grupo. [2019 - 2020]
- Marianna Kochurova, Fue integrada en 2019 tras la nueva encarnación del grupo. [2019 - 2020]

## Festival de la Canción de Eurovisión 2007
En marzo de 2007, el jurado de la televisión nacional rusa, Channel 1, escogió a las representantes rusas para el Festival de la Canción de Eurovisión 2007. Para sorpresa de todos, la comisión, escogió a este grupo, entonces desconocido. Rusia tenía el pase directo a la final gracias al segundo puesto de Dima Bilan en 2006.
El 12 de mayo de ese año, Serebro actuó en el puesto número quince en el Festival de Eurovisión, que tuvo lugar en Helsinki, con el tema "Song #1". Quedaron en tercera posición con 207 votos, ganando la serbia Marija Serifovic. Su actuación en Helsinki fue su primera aparición oficial y su primer concierto para el público como grupo.

## 2007 - 2020Opiumroz
Después del éxito del Festival de la Canción de Eurovisión 2007 en Helsinki, Serebro llegó a ser una de las bandas más populares en Rusia.
Desde el verano de 2007, el grupo ha visitado varios países como Kazajistán, Turquía, Polonia, Uzbekistán y Bielorrusia.
Poco después del festival, Serebro lanzó Song #1 como un CD sencillo, que contenía 13 versiones diferentes de la canción nombradas por colores, así como una versión extendida del video.
Las chicas también lanzaron una versión rusa de la canción, titulada Песня #1, y fue el primer sencillo en ruso de la banda.
La canción tuvo dos versiones, la original y la censurada. La versión rusa se hizo muy popular como Song #1 y escaló hacia lo alto de todas las listas de éxitos del país.
En octubre se lanzó un video para "Дыши", y en el mismo mes, en los RMA awards, el grupo interpretó una nueva canción titulada "What's Your Problem?", la que aún no ha sido confirmada como sencillo.
Serebro fue nominado en cuatro categorías en los MTV RMA 2007 awards: Mejor Proyecto Pop, Mejor Artista Revelación, Mejor Canción y Mejor Vídeo, del que consiguieron el de Mejor Artista Revelación.
Serebro consiguió ganar otro premio en los Golden Gramophone Awards, una gran ceremonia de premios organizada por la mayor emisora de radio en Rusia, la CIS. Las chicas consiguieron ganar también un World Music Award en 2007 por las altas ventas conseguidas en Rusia.
Más tarde, en febrero de 2008, Serebro interpretó el tema "Журавли" en Звэзда, un popular programa de televisión ruso. Originalmente escrito como un poema de Rasul Gamzatov, "Журавли" es una de las canciones rusas más famosas desde el final de la Segunda Guerra Mundial.
El 13 de mayo de 2008, Serebro anunció en su web oficial que iban a lanzar oficialmente su tercer sencillo, llamado "Опиум". El sitio web informó también de que la canción sería interpretada en el programa radiofónico BrigadaU en Europa Plus y que hasta el 17 de marzo, esta emisora de radio tendría en exclusiva los derechos de difusión de la canción y que lanzarían también una versión en inglés del tema titulado Why.
El grupo continúa su trabajo con su primer álbum, Opiumroz, el que en principio se iba a publicar el 17 de octubre, pero que tuvieron que posponer por problemas con el tracklist.
En noviembre, las chicas lanzaron una nueva canción "Скажи, не молчи" ("Dilo, no te calles"), y en ese mismo mes ganaron el premio MTV RMA como mejor grupo.
Opiumroz, finalmente fue lanzado el 25 de abril de 2009 y fue presentado con un concierto en el Teatro Bolshoi.
El 18 de junio fue anunciado que Marina Lizorkina dejaría la banda, debido a asuntos financieros y personales. Lizorkina fue reemplazada por Anastasia Karpova. El 24 de junio de 2009 Serebro anunció que habían finalizado su nuevo video musical y el que sería su quinto sencillo "Like Mary Warner" el cual sería liberado en inglés y en ruso ("Сладко", dulce, en ruso). Esta canción no se encuentra dentro del álbum debut de la banda y será el primer trabajo junto a la nueva miembro de la banda Anastasia Karpova.
En 2013 Anastasia Karpova fue sustituida por Daria Shashina, convirtiéndose en todo un icono musical. A finales de 2013, Elena Temnikova abandonó la banda por motivos familiares, su abandono supuso un duro golpe para los fanes de las Serebro. Este mismo año Daria shashina, la chica rubia del grupo ha tenido que abandonar temporalmente el trío Serebro por motivos de salud. Esta repentina salida ha sido otro duro golpe para los fanes de la cantante.
El 8 de octubre de 2018, Seryabkina reveló que dejaría Serebro a principios de 2019 para priorizar su carrera en solitario. Seryabkina era el única integrante original que quedaba del grupo. Al mes siguiente, se anunció un casting abierto para una nueva formacion del grupo, ya que Kischuk y Morgunova revelaron que también dejarían el grupo con Seryabkina. 
A principios del mismo año se anunció que Irina Titova, Elizaveta Kornilova y Marianna Kochurova serían las nuevas integrantes del grupo.
El 7 de junio de 2020, Maxim Fadeev confirmó la disolución de la banda a través de un comentario de Instagram.

## LUML: el reinicio de Serebro
El 26 de octubre de 2024, Serebro marcó el inicio de una nueva etapa al revelar en su cuenta de Instagram un breve adelanto de lo que sería su nuevo sencillo, "Song #2", interpretado por las nuevas integrantes: Aya, Keiko y Di. El videoclip completo se lanzó el 29 de noviembre, presentando oficialmente al trío renovado y mostrando una estética fresca y moderna.
Poco después, se anunció un EP especial con remixes de algunos de los éxitos más emblemáticos de Serebro, reinventados con un estilo fresco y llamativo que reflejaba la energía de las nuevas miembros. LUML. La primera presentación del trío tuvo lugar el 14 de diciembre, en los prestigiosos Premios Nº XXIX del Gramófono de Oro de Rusia, donde su debut fue recibido con gran entusiasmo.
El 9 de enero de 2025, un fragmento del segundo sencillo titulado "Надоело (105)" fue compartido en redes sociales, generando una ola de expectativas. Finalmente, la canción fue lanzada el 24 de enero, siendo aclamada por la crítica rusa como un sólido comienzo para la nueva formación. La prensa destacó su capacidad para mantenerse al día con las tendencias musicales actuales, sin perder la esencia que Maxim Fadeev, productor y creador del grupo, ha sabido preservar magistralmente.

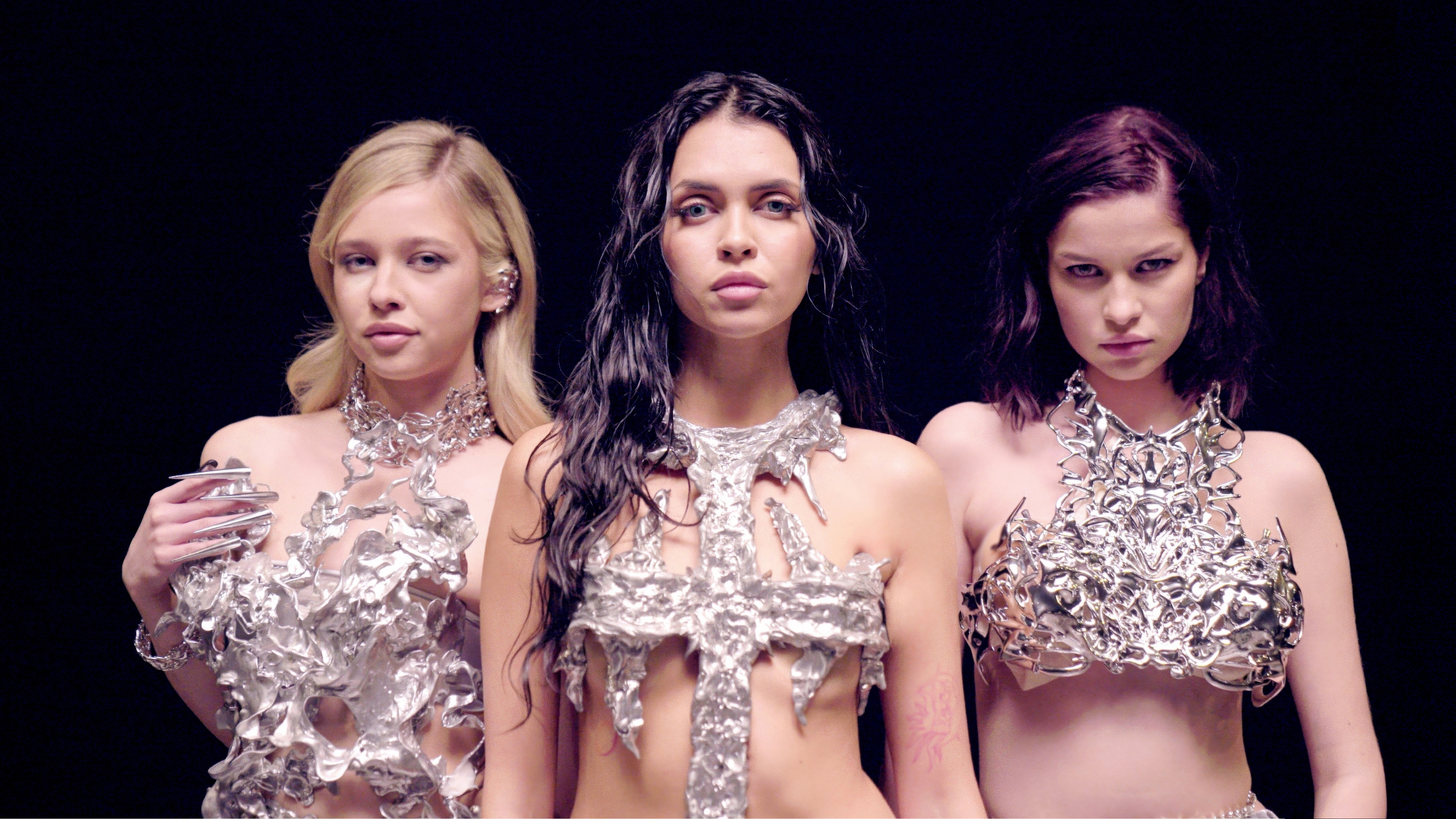
De izquierda a derecha: Di, Aya, Keiko.

## Discografía

### Álbumes de estudio
- Opiumroz (2009)
- Mama Lover (2011)
- Сила трёх (sila trior) (2016)
- 11 (2024)

### EP
- Izbrannoe (2010)
- "LUML" (2024)

### Sencillos
| Año  | Título                        | Mejores posiciones | Mejores posiciones | Mejores posiciones | Mejores posiciones | Mejores posiciones | Mejores posiciones | Mejores posiciones | Mejores posiciones | Mejores posiciones | Mejores posiciones | Mejores posiciones | Certificaciones           | Álbum      |
| Año  | Título                        | RUS                | EUA Dance          | UK                 | SUE                | SUI                | UCR                | DIN                | BEL                | ESP                | ITA                | HOL                | Certificaciones           | Álbum      |
| ---- | ----------------------------- | ------------------ | ------------------ | ------------------ | ------------------ | ------------------ | ------------------ | ------------------ | ------------------ | ------------------ | ------------------ | ------------------ | ------------------------- | ---------- |
| 2007 | Song #1                       | 1                  | —                  | 97                 | 35                 | 68                 | —                  | 72                 | —                  | —                  | —                  | —                  |                           | Opiumroz   |
| 2007 | Dyshi                         | 2                  | —                  | —                  | —                  | —                  | —                  | —                  | —                  | —                  | —                  | —                  |                           | Opiumroz   |
| 2008 | Opium                         | 1                  | —                  | —                  | —                  | —                  | 25                 | —                  | —                  | —                  | —                  | —                  |                           | Opiumroz   |
| 2008 | Skazhi, ne Molchi             | 1                  | —                  | —                  | —                  | —                  | 5                  | —                  | —                  | —                  | —                  | —                  |                           | Opiumroz   |
| 2009 | Like Mary Warner              | 1                  | —                  | —                  | —                  | —                  | 7                  | —                  | —                  | —                  | —                  | —                  |                           | Izbrannoe  |
| 2010 | Ne Vremya                     | 6                  | —                  | —                  | —                  | —                  | —                  | —                  | —                  | —                  | —                  | —                  |                           | Mama Lover |
| 2010 | Davai Derzhatsya Za Ruki      | 3                  | —                  | —                  | —                  | —                  | 18                 | —                  | —                  | —                  | —                  | —                  |                           | Mama Lover |
| 2011 | Mama Lover                    | 8                  | 38                 | —                  | —                  | —                  | 6                  | —                  | 48                 | 25                 | 6                  | —                  | - ITA: Platino            | Mama Lover |
| 2012 | Gun                           | 124                | 66                 | —                  | —                  | —                  | 46                 | —                  | —                  | —                  | 23                 | —                  |                           | Mama Lover |
| 2013 | Sexy Ass                      | —                  | —                  | —                  | —                  | —                  | —                  | —                  | —                  | —                  | —                  | —                  |                           | СИЛА ТРЁХ  |
| 2013 | Malo Tebya                    | 5                  | —                  | —                  | —                  | —                  | 2                  | —                  | —                  | —                  | —                  | —                  |                           | СИЛА ТРЁХ  |
| 2013 | Mi Mi Mi                      | —                  | 39                 | —                  | —                  | —                  | —                  | —                  | —                  | —                  | 11                 | 7                  | - ITA: Platino - HOL: Oro | СИЛА ТРЁХ  |
| 2014 | Угар                          |                    | —                  | —                  | —                  | —                  |                    | —                  | —                  | —                  | —                  | —                  |                           | СИЛА ТРЁХ  |
| 2014 | Ya Tebya Ne Otdam             | 1                  | —                  | —                  |                    |                    | 5                  | —                  | —                  |                    | —                  | —                  |                           | СИЛА ТРЁХ  |
| 2014 | Ne nado bolnee                |                    | —                  | —                  | —                  | —                  |                    | —                  | —                  | —                  | —                  | —                  |                           | СИЛА ТРЁХ  |
| 2015 | Kiss                          |                    | —                  | —                  | —                  | —                  |                    | —                  | —                  | —                  | —                  | —                  |                           | СИЛА ТРЁХ  |
| 2015 | Pereputala                    |                    | —                  | —                  | —                  | —                  |                    | —                  | —                  | —                  | —                  | —                  |                           | СИЛА ТРЁХ  |
| 2016 | Blood Diamond ft. Yellow Claw |                    | —                  | —                  | —                  | —                  |                    | —                  | —                  | —                  | —                  | —                  |                           | СИЛА ТРЁХ  |
| 2016 | Chocolate                     |                    | —                  | —                  | —                  | —                  |                    | —                  | —                  | —                  | —                  | —                  |                           | СИЛА ТРЁХ  |
| 2016 | Storm                         |                    | —                  | —                  | —                  | —                  |                    | —                  | —                  | —                  | —                  | —                  |                           | СИЛА ТРЁХ  |
| 2016 | See You Again                 |                    | —                  | —                  | —                  | —                  |                    | —                  | —                  | —                  | —                  | —                  |                           | СИЛА ТРЁХ  |
| 2016 | Get Lost With Me              |                    | —                  | —                  | —                  | —                  |                    | —                  | —                  | —                  | —                  | —                  |                           |            |
| 2016 | My Money ft. Molly            |                    | —                  | —                  | —                  | —                  |                    | —                  | —                  | —                  | —                  | —                  |                           |            |
| 2017 | Пройдёт                       |                    | —                  | —                  | —                  | —                  |                    | —                  | —                  | —                  | —                  | —                  |                           |            |
| 2017 | Между нами любовь             |                    | —                  | —                  | —                  | —                  |                    | —                  | —                  | —                  | —                  | —                  |                           |            |
| 2017 | Young Yummy Love              |                    | —                  | —                  | —                  | —                  |                    | —                  | —                  | —                  | —                  | —                  |                           |            |
| 2024 | Song #2                       |                    | —                  | —                  | —                  | —                  |                    | —                  | —                  | —                  | —                  | —                  |                           |            |
| 2025 | Надоело (105)                 |                    | —                  | —                  | —                  | —                  |                    | —                  | —                  | —                  | —                  | —                  |                           |            |

### Vídeoclips
| Año  | Clip                       | Traducción al español             | Integrantes                                         | Productor                    | Álbum        |      |
| ---- | -------------------------- | --------------------------------- | --------------------------------------------------- | ---------------------------- | ------------ | ---- |
| 2007 | «Song #1» / «Песня #1»     | «Canción #1»                      | Elena Témnikova, Olga Seryabkina, Marina Lizorkina  | Maxim Fadeev & Максим Рожков | Opiumroz     |      |
| 2007 | «Дыши»                     | «Respira»                         | Elena Témnikova, Olga Seryabkina, Marina Lizorkina  | Maxim Fadeev & Максим Рожков | Opiumroz     |      |
| 2008 | «Опиум»                    | «Opio»                            | Elena Témnikova, Olga Seryabkina, Marina Lizorkina  | Maxim Fadeev                 | Opiumroz     |      |
| 2008 | «Скажи, не молчи»          | «Dilo, no calles»                 | Elena Témnikova, Olga Seryabkina, Marina Lizorkina  | Maxim Fadeev                 | Opiumroz     |      |
| 2009 | «Сладко»                   | «Dulce»                           | Elena Témnikova, Olga Seryabkina, Anastasia Karpova | Maxim Fadeev                 | Mama Lover   |      |
| 2010 | «Не время»                 | «No es el momento»                | Elena Témnikova, Olga Seryabkina, Anastasia Karpova | Maxim Fadeev                 | Mama Lover   |      |
| 2011 | «Давай держаться за руки»  | «Vámonos, tomemonos de las manos» | Elena Témnikova, Olga Seryabkina, Anastasia Karpova | Юрий Курохтин                | Mama Lover   |      |
| 2011 | «Мама Люба» / «Mama Lover» | «Mamá querida»                    | Elena Témnikova, Olga Seryabkina, Anastasia Karpova | Maxim Fadeev                 | Mama Lover   |      |
| 2012 | «Мальчик»                  | «Chico»                           | Elena Témnikova, Olga Seryabkina, Anastasia Karpova | Maxim Fadeev                 | Mama Lover   |      |
| 2012 | «Gun»                      | «Pistola»                         | Elena Témnikova, Olga Seryabkina, Anastasia Karpova | Maxim Fadeev                 | Mama Lover   |      |
| 2012 | «Angel Kiss»               | «Un beso de angel»                | Elena Témnikova, Olga Seryabkina, Anastasia Karpova | Юрий Курохтин                | Mama Lover   |      |
| 2013 | «Mi Mi Mi»                 | «Mi Mi Mi»                        | Elena Témnikova, Olga Seryabkina, Anastasia Karpova | Maxim Fadeev                 | Сила трёх    |      |
| 2013 | «Мало тебя»                | «Un poco de ti»                   | Elena Témnikova, Olga Seryabkina, Anastasia Karpova | Игорь Шмелев                 | Сила трёх    |      |
| 2013 | «Угар» (feat. DJ M.E.G.)   | «Frenesí»                         | Elena Témnikova, Olga Seryabkina, Daria Shashina    | Руслан Пелых                 | Сила трёх    |      |
| 2014 | «Я тебя не отдам»          | «No te entregare»                 | Elena Témnikova, Olga Seryabkina, Daria Shashina    | Игорь Шмелев                 | Сила трёх    |      |
| 2015 | «Kiss»                     | «El beso»                         | Polina Favorskaya, Olga Seryabkina, Daria Shashina  | Станислав Морозов            | Сила трёх    |      |
| 2015 | «Перепутала»               | «Confundida»                      | Polina Favorskaya, Olga Seryabkina, Daria Shashina  | Станислав Морозов            | Сила трёх    |      |
| 2016 | «Отпусти меня»             | «Déjame ir»                       | Polina Favorskaya, Olga Seryabkina, Daria Shashina  | Ирма Польских                | Сила трёх    |      |
| 2016 | «Chocolate»                | <<Chocolate>>                     | Polina Favorskaya, Olga Seryabkina, Katya Kischuk   | Ирма Польских                | Сила трёх    |      |
| 2016 | «My Money»                 | Mi Dinero                         | Polina Favorskaya, Olga Seryabkina, Katya Kischuk   |                              | Сила трёх    |      |
| 2024 | «Song #2»                  | «Canción #2»                      | Polina Favorskaya, Olga Seryabkina, Katya Kischuk   | Keiko, Anya, Di              | Maxim Fadeev | LUML |

## Premios y nominaciones
- 2007: MTV RMA Awards por el Mejor Debut (Ganado)
- 2007: MTV RMA Awards por el Mejor Proyecto Pop (Ganado)
- 2007: MTV RMA Awards por la Mejor Canción (Nominadas)
- 2007: Golden Grammophone Awards (Ganado)
- 2007: World Music Award por el Mejor Artista Ruso con Mayores Ventas (Ganado)
- 2007: Muz-TV Awards por el Nuevo Acto (Nominadas)
- 2008: MTV RMA Awards por el mejor Grupo (Ganado)
- 2008: MTV RMA Awards por el Mejor Video (Nominadas)
- 2009: Muz-TV Awards por el Mejor Video (Ganado)
- 2009: Muz-TV Awards por el Mejor Grupo Pop (Nominadas)
- 2009: The God of Ether por el Grupo Hit en la Radio (Ganado)
- 2010: MTV Europe Music Awards 2010 por el Mejor Acto Ruso (Ganado)
- 2011: Top Chart TV Music Awards (México) Canción del Año "Mama Lover" (Ganado)
- 2012: Ru Music Awards por Canción del Año "Mama Luba" (Ganado)
- 2012: MTV Europe Music Awards 2012 por el Mejor Acto Ruso (Nominadas)
- 2013: Russian MusicBox Awards por Canción del Año "Malo Tebya" (Ganado)
- 2014: Muz Tv Awards por Canción del Año "Malo Tebya" (Ganado)
- 2013: Russian MusicBox Awards por Canción del Año "Malo Tebya" (Ganado)